# Bernhard Kock (Maler)

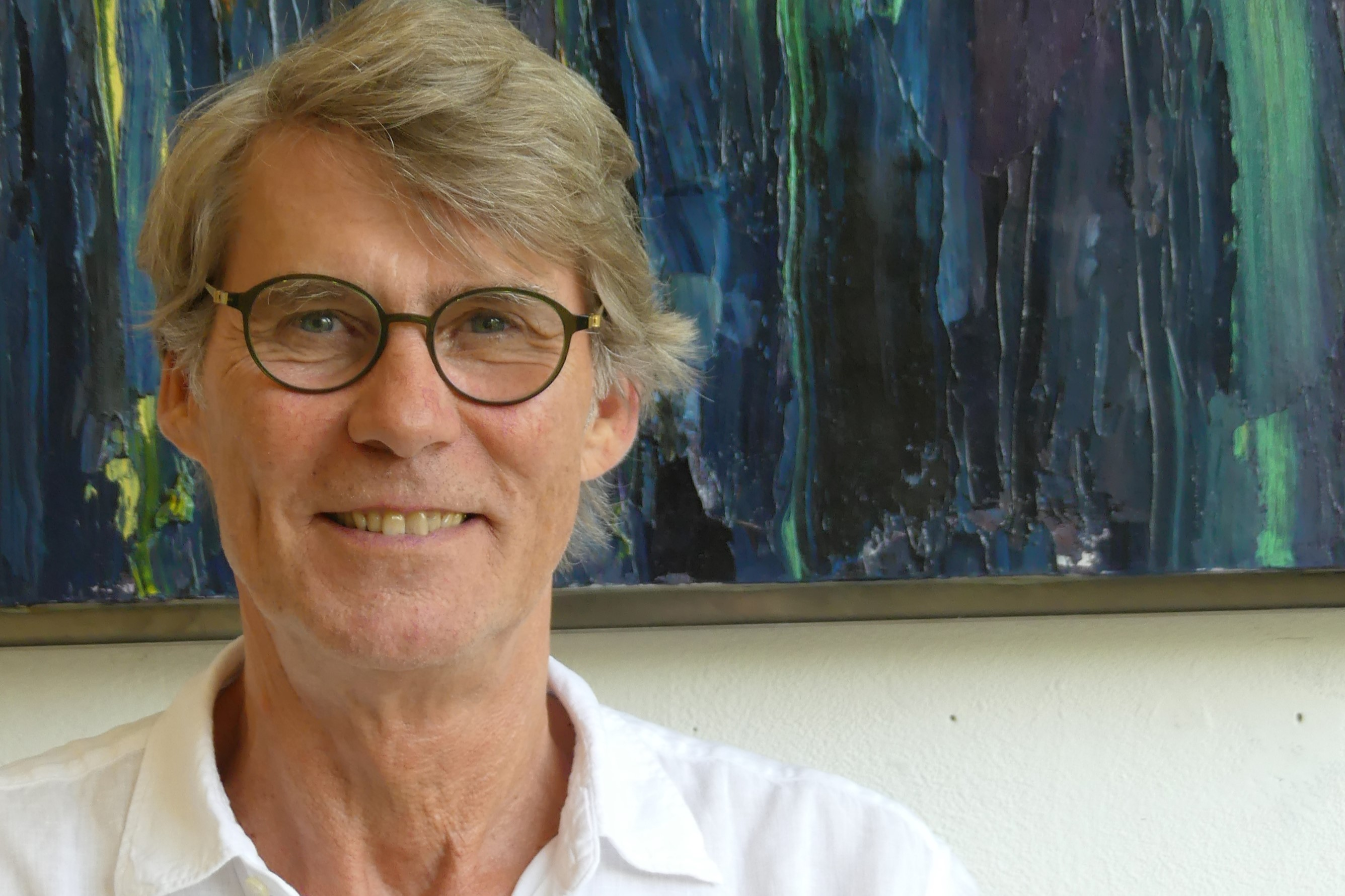
Bernhard Kock während einer Ausstellung 2024

Bernhard Kock (auch: Bernhardt Kock und Bernd Kock; * 1961 in Meppen) ist ein deutscher Maler und Installationskünstler.

## Leben

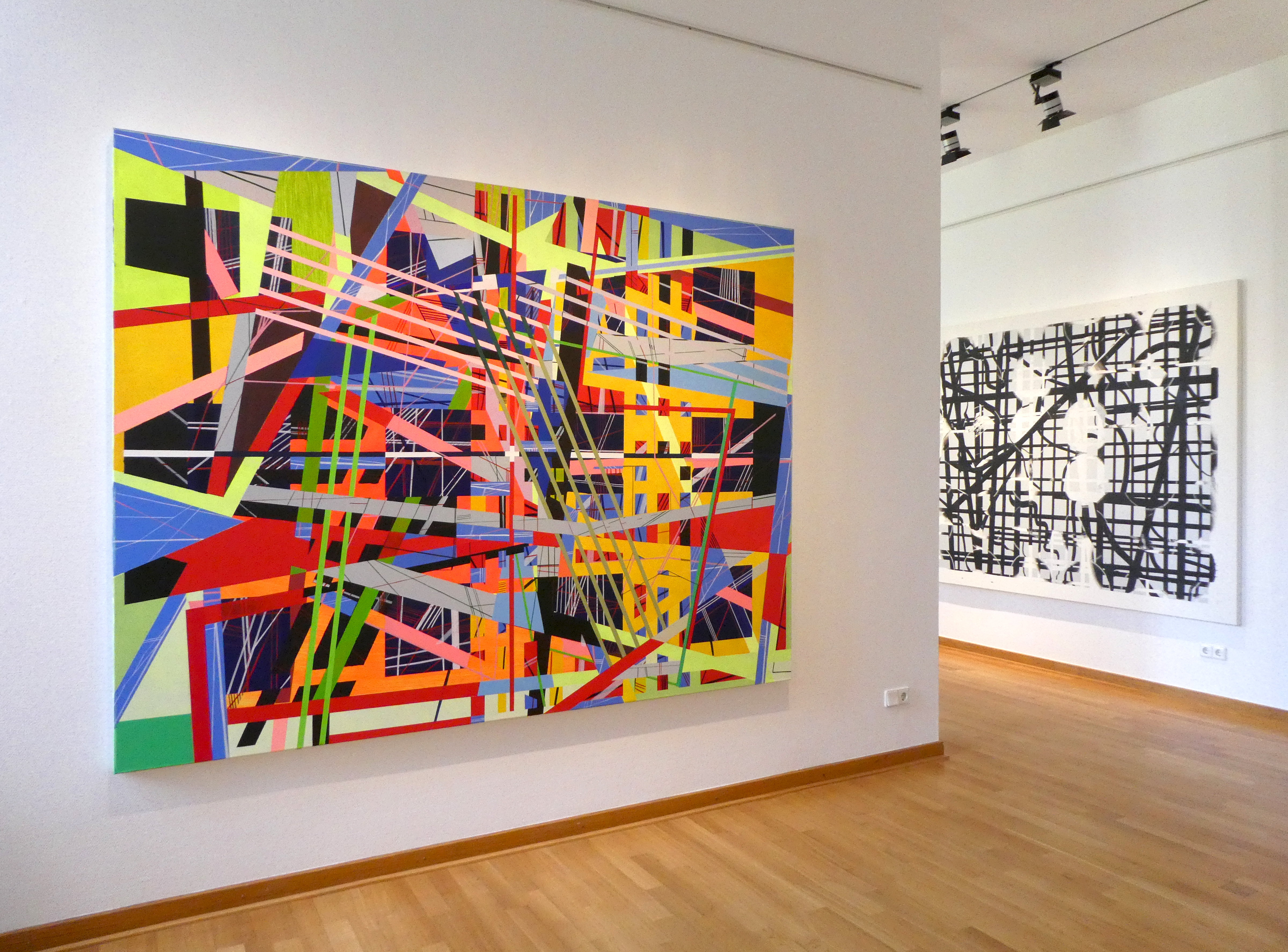
Zwei in der Städtischen Galerie Eichenmüllerhaus in Lemgo 2017 während der Ausstellung abgeklebt gezeigten Gemälde Kocks mit Japan-Bezug: Tobishima-Pier und Kyōto

Nach seinem Schulbesuch studierte Bernhard Kock von 1984 bis 1991 das Fach Freie Kunst an der Fachhochschule Hannover bei den Professoren Peter Tuma und Günther Sellung. 1991 legte er sein Diplom ab und war anschließend im ersten Meisterschüler-Jahrgang 1992 ernannter Meisterschüler von Günther Sellung.
1993 erhielt Kock durch das Land Niedersachsen ein Wohn- und Arbeitsstipendium in Stuhr an der Künstlerstätte Stuhr-Heiligenrode.
Mit erneuter Förderung durch das Land Niedersachsen sowie des Kulturbüros Hannover konnte Bernhard Kock sowie neun andere Künstler der Ateliergemeinschaft Zinsser eigene Ateliers auf dem Lindener Faustgelände in den Zinsser-Ateliers einrichten und die Eröffnung im Beisein von Oberbürgermeister Herbert Schmalstieg und dem niedersächsischen Minister für Wissenschaft und Kultur Thomas Oppermann in der gleichzeitig wiedereröffneten Kunsthalle mit der Kunstausstellung „Sesam öffne Dich“ feiern.
1999 beschickte Kock die Jubiläumsausstellung 50 Jahre Große Kunstausstellung des Museums Haus der Kunst in München mit seinem Werk Dezembersonne I von 1997.
2009 veranstaltete die Kestnergesellschaft eine Ausstellung in der Marktkirche Hannovers zum Thema des Paradieses unter dem Titel „Wie ein Tag“, in der Bernhard Kock mit mehreren Werken vertreten war. Ein Fernseh-Interview der Filmregisseurin Franziska Stünkel mit Kock über seine dort gezeigten Arbeiten wurde am 6. September 2009 vom NDR Fernsehen in dem Landesmagazin Niedersachsen 19.30. DAS Magazin ausgestrahlt.
2009 realisierte Kock die Installation „Kocks Orange“ auf dem Lindener Berg, die er ebenso 2010 in Frankreich im Rahmen des Festivals Été des Arts en Auxois-Morvan im Park von Château de Chevigny einer internationalen Öffentlichkeit zugänglich machte: Mit einem großformatigen Farbfoto von Bernard François berichtete darüber auch beispielsweise die dänische Tageszeitung Politiken.
2010 wirkte Bernhard Kock in Nagoya/Japan  auf dem internationalen Workshop Drawing an der Nagoya University of Arts. Ebenfalls 2010 berichtete die Hannoversche Allgemeine Zeitung im Zusammenhang mit Bernhard Kock über die Eröffnung des virtuellen HAZ-Künstlernetzwerkes.

## Eigene Ateliers

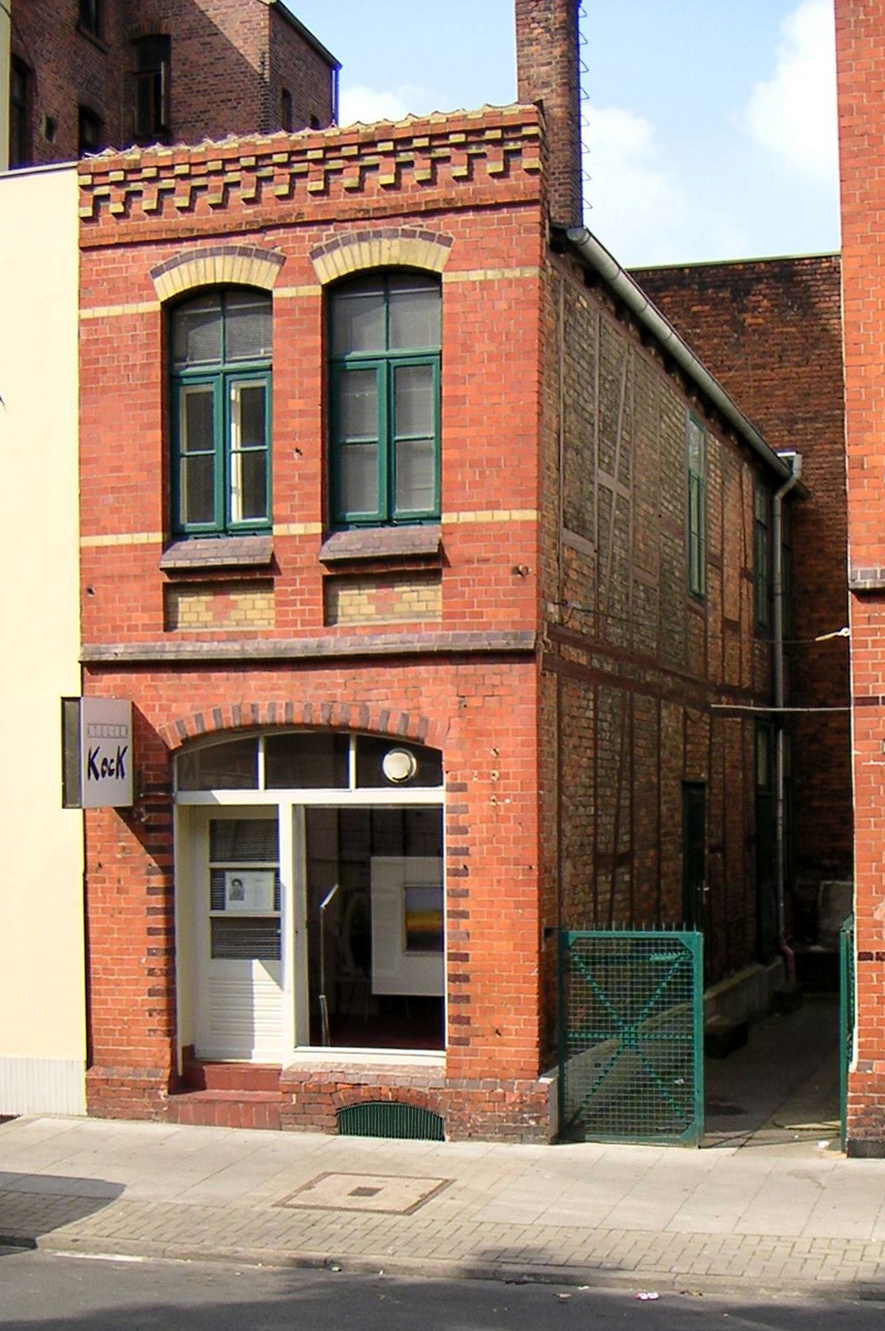
Das Atelier Kock in der Stärkestraße 27 in Linden-Nord
aufgenommen im Jahr 2004

- Seit den 1980er Jahren findet sich eine Galerie des Künstlers in der Stärkestraße 27 in Hannover,[5] im Stadtteil Linden-Nord.[15] die Galerie Kock,[5] zugleich ein Atelier des Künstlers.[7]
- Ein weiteres Atelier des Künstlers findet sich in der auf dem Lindener Faustgelände 1998 offiziell eröffneten Ateliergemeinschaft Zinsser,[9] heute Ateliergemeinschaft Bettfedernfabrik.[16]

## Kritiken
2001 schrieb der Kunsthistoriker Michael Stoeber über Bernhard Kock:

„[Kock] liebt das Abenteuer des Neuanfangs, navigiert in unbekannten Gewässern lieber als in ausgefahrenen Spuren. Anfang der neunziger Jahre hat er eindrucksvolle Bilder mit Mennige auf Nessel gemalt, die sich zwischen Informell, Farbfeldmalerei und Farbsemantik eindrucksvoll positionieren. Die Arbeiten sind von spannungsgeladener, indes gebremster Dynamik. In den meisten Bildern der Serie („AM„ und “SM“-Serie) sprengt die Farbe die Form mit explosiver Gewalt. Es scheint, als habe Kock in diesen Arbeiten die monochrome Zurückhaltung der Mennige-Werke kompensieren wollen durch die expressiven Farbgewitter einer entfesselten Ölmalerei.“

Anlässlich einer Ausstellung der Kestnergesellschaft in der Marktkirche Hannovers schrieb Stoeber 2009 weiter:

„Bernhard Kock stellt eine Reihe souverän gemalter Ölbilder vor, die Porträts vom Menschen nach Art einer unscharfen, schwarz-weißen Fotografie zeigen. Mit diesem Kunstgriff rückt er das zugleich Sterbliche und Spirituelle der menschlichen Existenz eindrucksvoll vor die Augen des Betrachters.“

Anlässlich der Werkschau Kocks in der Evangelischen Akademie Loccum vom November 2009 bis Januar 2010 schrieb der Kunsthistoriker und -wissenschaftler Frank-Thorsten Moll:

„Diese Bilder sind verstörend, da sie das realistische Portrait hinter Schlieren zu verbergen scheinen und somit keine Personen abbilden – sie manifestieren sich allenfalls als Schemen realer Menschen auf der Leinwand, fast als habe ein Geist seine Abdrücke auf einem Film hinterlassen. Es könnten flüchtige Geisterbilder sein, wenn der verwischten Flüchtigkeit nicht eine präzise Malweise entgegenstünde, die alles andere als beiläufig ist. Im Gegenteil; mit Hilfe von Linealen und feinsten Pinseln zieht der Maler exakte Spuren in die pastose Farbe und legt in einem Verfahren, das schon fast als bildhauerisch bezeichnet werden kann, die Motive hinter dem zuvor aufgetragenen Materialberg frei.“

2011 schrieb die Kulturjournalistin Johanna Di Blasi anlässlich von Kocks Werkschau im Haus der Region Hannover unter dem Titel Im Netz der Stadt:

„Kocks Bilder zielen darauf, den Blick des Betrachters in zeichnerische Teilchengewitter zu ziehen, einen mit opulenten Tableaus aus farbigen Strukturen zu hynotisieren …

Das Zeitgenössische seiner Kunst besteht darin, dass seine abstrakte Malerei mitunter eine Komplexität erreicht, wie man sie eigentlich mit Computergrafiken verbindet. Formale Ansätze feiern in der Kunst seit einigen Jahren ein Comeback. Bernhard Kock leistet mit seiner Malerei einen bemerkenswerten Beitrag auf diesem Feld.“

Anlässlich der Gemeinschaftsausstellung „abgeklebt“ mit Bildern und Skulpturen von Constanze Prelle, Bernhard Kock, Frank Rosenthal und Reinhard Stoppe beim Verein Künstlerhaus in Göttinger Lichtenberghaus schrieb der Kunstkritiker Michael Stoeber 2015 im Göttinger Tageblatt:

„Kocks Werke sind vor allem eines: sehr bunt. Sie weisen an große Pixel erinnernde, neonfarbene Raster auf. Unterbrochen werden die Regelmäßigkeiten auch in seinen Kompositionen durch feine Linien, Strukturen und Muster. Komplementäre Farben grenzen hier oft aneinander. Wild und kraftvoll wirken die Gemälde. Tanzend scheinen die Linien, die mit ein bisschen Abstand zum Bild plötzlich große Konstrukte ergeben.“

## Ausstellungen (Auswahl)
- 1986: Alpirsbacher Galerie, Alpirsbach[22]
- 1987: Aussteller als Nominierter für den Daniel-Henry-Kahnweiler-Preis, Rockenhausen[22]
- 1990: Rot-Variation
  - Grugahalle, Essen[22]
  - Kongresszentrum Karlsruhe, Karlsruhe[22]
- 1991: Einzelausstellung im Kunstraum, Davos, Schweiz[23][24]
- 1992:
  - Tableau der Tafelbildmalerei, in Meisterschüler; Eisfabrik, Hannover[25]
  - Aussteller als Nominierter zum Botho-Graef-Preis, Städtische Galerie, Jena[22]
- 1993: Kornbrennerei, Hannover (Einzelausstellung)[22] bei Siegfried Neuenhausen[26][27]
- 1994: Vernissage Stipendiat der Gemeinde Stuhr in der Künstlerstätte Heiligenrode,[22] Klostermühle Heiligenrode, Stuhr-Heiligenrode[28]
- 1995: Grasdachsiedlung, Hannover[29]
- 1997:
  - Young German Forum „Art Selection 1997“, Norddeutsche Landesbank, Singapur, New York, London[19]
  - „Rot – Variation“, Technologiezentrum Hannover[19]
  - Institut für Neue Technische Form, Darmstadt; Nominierten-Ausstellung zum Preis der Darmstädter Sezession.[30][31]
- 1998: „Sesam öffne Dich“, Kulturzentrum Faust, Hannover[9]
- 1999: Junge Kunst. Malerei bis Multimedia. 50 Jahre Große Kunstausstellung. Veranstalter: Ausstellungsleitung Große Kunstausstellung im Haus der Kunst e.V., Haus der Kunst, München[6]
- 2000:
  - 22. Internationale Kunstausstellung Hollfeld, Bayreuth[19]
  - Städtische Galerie, Lehrte,[32] Einzelausstellung[19]
- 2001:
  - Klangfarben, Farbräume, Raumklänge, Städtische Galerie KUBUS, Hannover[33][34]
  - „Rot-Variation“ (Einzelausstellung), Galerie Berners, Köln
- 2006–2007: Augenblick, verweile doch, du bist so schön!, Wilhelm-Fabry-Museum, Hilden[35]
- 2007:
  - Orange – Frucht + Farbe, Kunstverein Schwetzingen, Schloss Schwetzingen, Schwetzingen[36]
  - „Jahresgaben“, Kunstverein Neustadt, Schloss Landestrost, Neustadt am Rübenberge[19]
- 2008: requiem, Einzelausstellung, Kloster Bronnbach, Wertheim[19]
- 2009: Junge Kunst aus Hannover; Gartenregion Hannover und Kestnergesellschaft in der Marktkirche von Hannover[18]
- 2009–2010: „Requiem“, Einzelausstellung in der Evangelischen Akademie Loccum (Kloster Loccum), Bad Rehburg[7]
- 2010: Drawing, Nagoya University of Arts, Nagoya, Japan[13]
- 2013: Aussteller als Nominierter für den 3. Internationalen André Evard-Preis in der Kunsthalle Messmer, Riegel am Kaiserstuhl[37]
- 2015: „abgeklebt“, Künstlerhaus Göttingen mit Galerie im Lichtenberghaus, Göttingen[38]
- 2016: „abgeklebt“, Galerie im Stammelbachspeicher, Hildesheim[39]
- 2017: „abgeklebt“, Städtische Galerie Eichenmüllerhaus Lemgo, Lemgo[40]

## Kataloge (Auswahl)
- Günter Sellung: Bernhard Kock, in: Meisterhaft. Erste Meisterschülerausstellung der Fachhochschule Hannover vom 25. Juni bis 12. Juli 1992 in Zusammenarbeit mit Foro Artistico in der Eisfabrik, Hrsg. Fachhochschule Hannover, Fachbereich Kunst und Design sowie dem Foro Artistico, Hannover: Offizin-GmbH, 1992 (keine Seitennummern, vier Seiten mit drei ganzseitigen Abbildungen Akompositorischer Malerei)
- Bernhard Kock (Hrsg.), Michael Stoeber (Text): Bernhard Kock – Raster, grids, in englischer und deutscher Sprache in einer Übersetzung von Rebecca van Dyck, [Hannover]: B. Kock, [o. D., circa 2011], ISBN 978-3-89384-049-6.